# Heinrich Bulle (Kanzler)
Heinrich Bulle – auch Heinrich Bullen – (* 1545 in Minden; † nach 1595 ebenda) war ein deutscher Jurist und Politiker.

## Leben
Bulles Herkunft, Ausbildung und Werdegang sind weitgehend unbekannt. Er stammte aus Minden und war dort nach einem Studium der Rechtswissenschaften (er immatrikulierte sich im Februar 1567 an der Universität zu Köln, wo er vermutlich den Magistergrad erwarb) als Syndikus tätig.
Im Mai 1574 wurde er an der Universität Rostock immatrikuliert und promovierte hier am 22. Juli 1574 zum Doktor beider Rechte. Etwa um 1585 heiratete er Beate Reineking († nach 1613), die Tochter des Mindener Bürgermeisters Johann Reineking.
Ostern 1590 ernannte ihn der oldenburgische Graf Johann VII. zum Kanzler der Grafschaft. Wie sein Vorgänger Johann von Hall erhielt Bulle als Vertreter der akademisch ausgebildeten Juristen mit dem Vordringen des römischen Rechts eine Spitzenstellung in der Verwaltung und im Justizwesen der Grafschaft und trieb den Ausbau der modernen Verwaltung des Fürstenstaates voran.
Seine Stellung gab Bulle bereits drei Jahre später, am 5. Juni 1593, wieder auf und er kehrte nach Minden zurück, wo er zum Kanzler des Mindener Fürstbischofs Anton von Holstein-Schaumburg bestallt wurde. Er blieb jedoch, besonders in den Auseinandersetzungen Johanns mit seinem Bruder Anton II. von Oldenburg-Delmenhorst (1550–1619) sowie mit der Stadt Bremen, für den Grafen Johann von Oldenburg beratend tätig. Seine Dienste setzte er noch bis 1595 für Oldenburg fort und starb offenbar bald danach, da er Ende des Jahres 1597 in Minden beigesetzt wurde.
Das mehrteilige Sandsteinepitaph für Heinrich Bulle befindet sich in der Kirche St. Martini in Minden und stellt unter anderem ihn und seine Familie: Ehefrau, ein Sohn und zwei Töchter, dar. Der Sohn Anton Bulle (auch: Antonius Bullaeus) wurde 1589 geboren und starb 1654 in Hannover.
Jener war fürstlicher Hofrat und heiratete Sophia von Anderten. Am 5. Oktober 1616 kam in Minden ihre Tochter Anna Sophia Bulle zur Welt, die am 29. November 1636 in Hannover den späteren Hildesheimer Bürgermeister Justus Henning Storre (1606–1678) heiratete und am 13. Juli 1673 starb. Heinrich Bulles eine Tochter war Anna Bulle, die mit dem mindenschen Kanzler Johann Bessel verheiratet war. Durch sie ist Heinrich Bulle auch der Großvater des mindenschen Kanzlers, später braunschweig-lüneburgischen Kanzlers Heinrich Bessel.